# Agència Anadolu
L'Agència Anadolu (abreujat AA) és una agència de notícies estatal  amb seu a Ankara, Turquia.

## Història
L'Agència Anadolu va ser fundada el 1920 durant la Guerra d'Independència de Turquia per ordre de Mustafa Kemal Pasha. Com que la capital de l'Imperi, Constantinoble, estava sota el control dels sultans otomans, tots els diaris també estaven sota el domini del sultà juntament amb els ocupants britànics, i va ser necessari que el govern revolucionari establís una xarxa de comunicació i notícies per a Anatòlia i Rumèlia. El periodista Yunus Nadi Abalıoğlu i l'escriptor Halide Edip, fugint de la capital ocupada, es van reunir a Geyve i van concloure que calia una nova agència de notícies turca. L'agència es va posar en marxa oficialment el 6 d'abril de 1920, 17 dies abans que la Gran Assemblea Nacional de Turquia es convoqués per primera vegada. Va anunciar la primera legislació aprovada per l'Assemblea, que va establir la República de Turquia.
Després que el Partit de la Justícia i el Desenvolupament (AKP) prengués el poder, AA i la Corporació de Ràdio i Televisió de Turquia (TRT) es van reestructurar per reflectir més de prop la línia del govern. Segons un article acadèmic de 2016, "aquests productors de notícies públiques, especialment durant l'últim mandat del govern de l'AKP, han estat controlats per funcionaris d'una petita xarxa propera a la direcció del partit".
L'Agència Anadolu és membre actiu de l'Aliança Europea d'Agències de Notícies (EANA) .